# Палтинишу (Мехединци)
Палтинишу (рум. Păltinișu) насеље је у Румунији у округу Мехединци у општини Казанешти. Oпштина се налази на надморској висини од 227 m.

## Становништво
Према подацима из 2002. године у насељу је живело 138 становника, од којих су сви румунске националности.